# 鳥町食道街

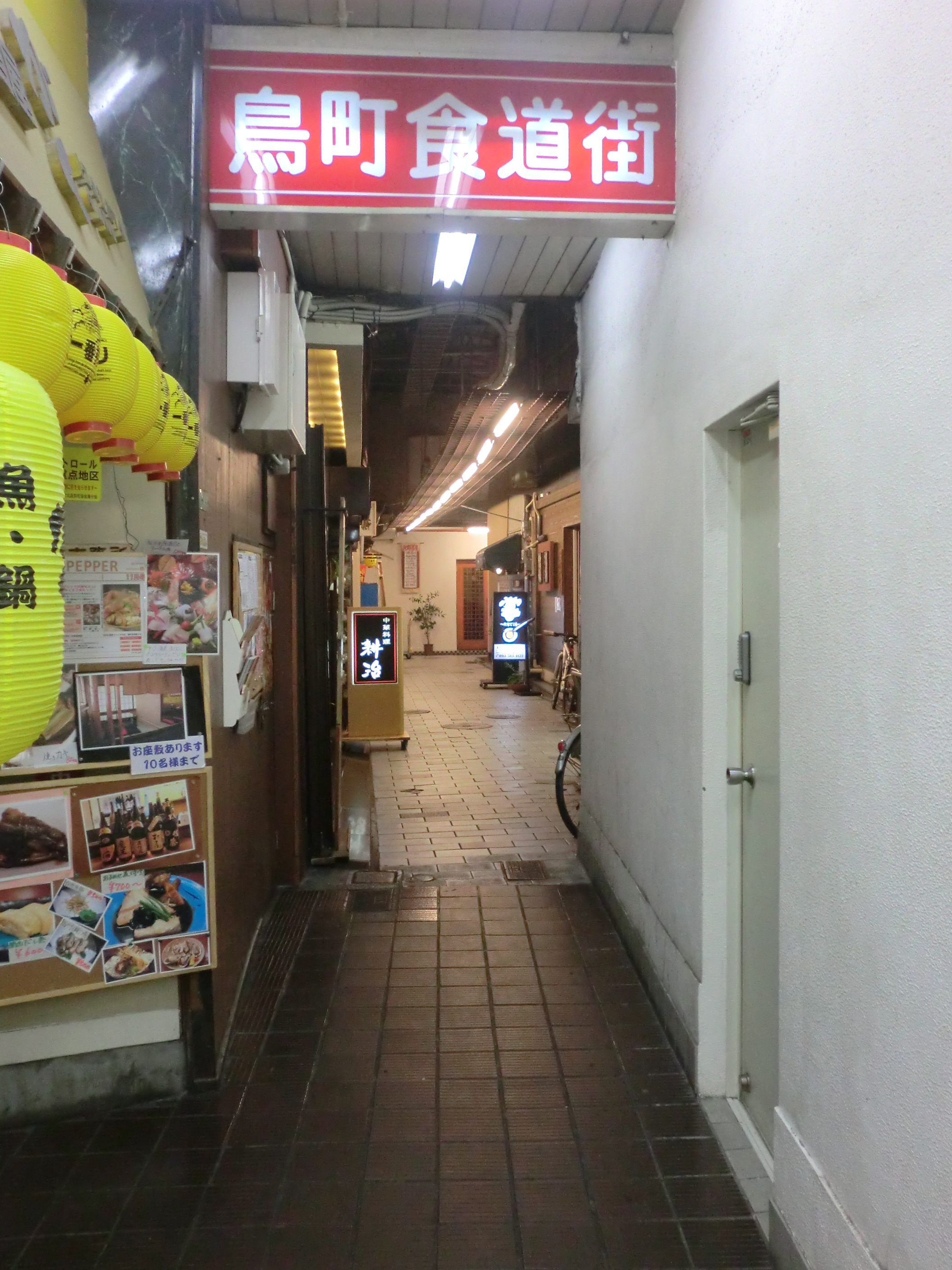
鳥町食道街

鳥町食道街（とりまちしょくどうがい）は、福岡県北九州市小倉北区魚町一丁目にある飲食店街。

## 概要
第二次世界大戦直後の闇市がルーツとされる。魚町銀天街から東に延びる長さ約70メートルの路地沿いに焼きうどん発祥の店とされる「だるま堂」や松本清張ゆかりの中華料理店「耕治」など飲食店約30店舗が密集している。
なお、2024年（令和6年）1月3日に発生した火災により、大半の店舗が焼失した（後述）。

## 交通
- JR・北九州モノレール小倉駅（小倉城口）より約200m
- 北九州モノレール平和通駅より約150m
- 西鉄バス北九州・北九州市営バス魚町バス停下車

## 火災
2024年（令和6年）1月3日から4日にかけて、魚町一丁目において火災が発生。古い飲食店が建ち並ぶ「鳥町食道街」付近に延焼した。けが人はいなかった。この火災で隣接する魚町銀天街内の店舗を含め35店舗、2900平方メートルが焼失した。

### 経過
2024年1月3日15時10分頃、北九州市小倉北区で、「建物から煙が上がっている」と119番があり、飲食店が燃えて周辺の建物に延焼した。発生から約13時間後の4日4時ごろ、鎮圧状態になった。最終的に鎮火が確認されたのは更に翌日の5日午前8時50分だった。
35店舗ほどが焼け、「鳥町食道街」の22店舗全てが被害に遭ったとみられている他、隣接する魚町銀天街にも延焼した。現場は、2022年に2度の大規模火災に見舞われた旦過市場から約300メートルの場所にあり、市は対策を強化し、消防局は直前に防火指導をしていた。当時のアメダスの北九州空港（小倉南区）では風速10m程度の強風を観測しており延焼に拍車をかける形となった。
北九州市は緊急対策本部を設け、北九州市長の武内和久は4日、現場を視察した。

### 火災による影響
飲食店35店舗、約2908平方メートルが焼失し、その中には焼きうどんの発祥の店「だるま堂」も含まれていた。
この被害を受け福岡県知事の服部誠太郎は4日の年頭記者会見で、被災した事業者のための相談窓口を北九州市小倉北区にある北九州中小企業振興事務所に設置したことを明らかにした。